# 구황실재산사무총국
구황실재산 사무총국 또는 구황실재산 사무국, 구왕궁사무쳐는 미군정과 대한민국의 중앙 행정 기관으로, 1945년 11월 8일 조선총독부 이왕직을 개조하여 구황실사무청으로 설립하였으며, 구 대한제국 황실의 재산 및 서울특별시내와 주변의 각종 궁궐 전각 등의 관리 업무를 맡았다. 1948년 8월 16일부로 구왕궁재산관리위원회로 이름을 바꾸었다가 다시 1955년 6월 8일 구황실재산사무총국으로 명칭을 바꾸었다. 1961년 10월 2일 문화재관리국으로 이름을 변경, 구황실 재산 및 한국 국내에 있는 조선왕조 및 이전 왕조들의 문화 유산을 포괄 관리하는 부서로 변경되었다.

## 설립 당시 구황실 재산 규모
일본 방송인 출신 작가 혼다 세쓰코는 영친왕의 비서를 지낸 조중구의 메모를 통해 1945년 해방 직전 옛 조선 황실의 재산 목록을 보여주고 있다. 옛 조선 황실의 재산은 부동산 임야 6만4천 정보(1정보는 3천 평),밭 91만 평, 논 32만 평, 택지 31만 평, 동산은 미술품 1만 수천 점, 은행 통장예금 680만엔, 유가증권 250만엔, 현금 50만엔 등이었던 것으로 나타난다고 자신의 저서로 1980년 한국에 번역된 책 <비련의 황태자비 이방자>(범우사, 1980)에 기록해두었다. 혼다 세스코에 의하면 조중구의 메모에 전국 곳곳에 자리잡고 있었던 궁전과 묘지는 빠져 있었다 한다.
또한 조선 각 왕의 왕릉, 왕비능, 원소를 관리할 참봉(參奉)을 임면하였다. 조선과 대한제국의 교지 형식이 아닌 조선총독부에서 도입한 가로줄 공책 형태의 임명장에 참봉 임명, 퇴직 사령장을 발행하였으며, 구왕궁 도장과 구왕궁의 인장을 찍어 발급하였다. 조선시대 각 왕릉, 왕비능, 원소의 참봉 임명장은 대한민국 정부 수립 직전까지 발행되었다.

## 재산 압수 과정
- 1954년 국회에서 구황실재산처리법이 제정되면서 이때 대한제국 황실의 의사와는 상관없이 구황실 재산 전체는 국유화되어 대한민국 정부의 소유가 되었다.

## 연혁
- 1945년 11월 8일 미군정 훈령으로 조선총독부 이왕직 폐지 결정. 이왕직청과 구황실관리위원회로부터 구 황실 재산 관련 업무를 인수인계받아 미군정 산하 구황실사무청 출범.
- 1945년 미군정법령 제26호에 따라 구왕궁사무쳐 장서각 설치. 구왕궁의 문서들은 1955년에 창경원사무소 장서각으로 이송, 이관됨
- 1947년 구왕궁사무소 또는 구왕관사무소(舊王官事務所)로 명칭 혼용
- 1948년 8월 16일 기관명을 구황실사무청에서 구왕궁재산관리위원회로 명칭 변경. 청사는 창덕궁 내.
- 1950년 4월 8일 대한민국 국회에서 법률 제119호 구왕궁재산처분법 제정, 본문 7개조, 부칙 2개조. 이때 황실의 재산은 국유화, 처분되었다.
- 1950년 ~ 1952년 6.25 전쟁 중 구왕궁 사무처 장서각 내의 서적들 일부 소실, 유실, 방화로 사라짐
- 1954년 9월 23일 대한민국 국회에서 법률 제339호 구황실재산처리법 제정, 구 황실 재산 전체를 국가 소유로 함.[2], 본문 12개조와 부칙 2개조.
- 1955년 6월 8일 구황실재산사무총국으로 개편
- 1960년 6월 6일 창경궁 경내에 설치된 사무총국청 사무실에 의문의 방화 사건 발생, 목조 2층 80평의 건물과 서류 대부분이 전소됨
- 1960년 7월 12일 구황실재산 관리특별위원회 설치[3]
- 1961년 10월 2일 구황실재산사무총국 폐지. 문화재 관리업무를 포괄적으로 관장하는 문화재관리국에 흡수.

## 기관
구 황실사무국은 덕수궁 내에 목조 20평 가건물로 조성되었으며, 종묘에도 구 황실사무국 종묘사무소가 개설되어 있었다. 종묘 사무소의 사무소장은 사무관 보직이었다. 그밖에 총무과, 경리과, 영선과, 산림과 등의 조직이 있었다. 직원 정원은 총 98명이었다.
- 총무과, 과장은 서기관
- 산림과, 과장은 서기관
- 영선과, 과장은 서기관 또는 기정
- 창경원, 과장은 서기관 또는 기정
- 덕수궁미술관, 서기관
- 경복궁사무소, 사무관
- 종묘사무소, 사무관

### 직제 (1960년 5월 당시)
- 총무과
- 문화과(신설)
- 관리과(신설)
- 영선과, 건축기정
- 창경원, 원장 농업기정
- 덕수궁미술관
- 창덕궁사무소(신설), 행정사무관
- 경복궁사무소, 행정사무관
- 종묘사무소, 행정주사

## 역대 청장

### 구황실사무청장
- 이O용 ~ 1948년 5월 1일
- 윤홍섭 1948년 5월 1일 ~

#### 차장
- 윤홍섭 ~ 1948년 5월 1일

### 구황실재산관리위원회 위원
- 위원장 : 이병조(李丙曹), 1949년 5월 5일 ~ 1950년 3월 21일
- 위원 : 이달용(李達鎔), 윤홍섭(尹弘燮), 이기붕(李起鵬), 1949년 5월 5일 ~ 1950년 3월 21일

### 구왕궁재산관리위원회 사무총국장
- 이병주(李丙胄) 1950년 3월 21일 ~ 1952년 1월 3일
- 이동제(李東濟) 1952년 1월 4일 ~ 1953년 4월 23일
- 윤우경(尹宇景) 1953년 4월 23일 ~ 1955년 6월 8일

### 구황실재산사무총국장
- 윤우경(尹宇景) 1955년 6월 8일 ~ 1960년 4월 1일
- 임시, 오재경(吳在璟) 1959년 2월 19일 ~ 1960년 3월 31일
- 오재경(吳在璟) 1960년 4월 1일 ~ 1960년 6월 9일
- 오재경(吳在璟) 1960년 6월 10일 ~ 1961년 1월 13일
- 이수길(李壽吉) 1961년 1월 13일 ~ 1961년 7월 7일
- 한당욱(韓唐頊) 1961년 7월 8일 ~ 1961년 10월 2일

### 구황실재산사무총국 총무과장/총무국장
- 이수길(李壽吉)
- 이창석 1960년 4월 1일 ~

## 기타

### 식기 도난 사건
1946년 9월 28일부터 9월 30일 창덕궁 준원전에 있던 이화문양이 새겨진 은 그릇, 도금식기 등 시가 백만원 상당의 식기, 그릇이 도난당했다.

### 토지 횡령 사건
1954년 8월 16일 오전 10시, 황실재산사무국에서는 서울시 성북구 장위동에 살던 윤명섭(당시 36세)을 서울지방경찰청에 고소하고, 사기 혐의로 구속되었다. 1951년 4월경 윤명섭은 황실 소유의 72만 평의 전답을 자기 소유인 것처럼 문서를 만들어, 대한민국 정부로부터 8천 6백 석에 해당되는 지가증권을 받았다.
54년 9월 13일 구 황실의 토지를 자신의 재산인 것처럼 조작한 윤명섭을 횡령혐의로 서울지방검찰청에 고소, 구속시켰다. 윤명섭은 당시 1천만 환에 달하는 황실 토지와 지가증권을 착복했고, 9월 13일 공문서위조 및 동 행사, 사문서위조 및 동행사, 횡령 등의 죄목으로 구속되었다. 윤명섭은 순조의 딸 덕온공주와 윤의선의 후손으로, 윤의선의 양증손에 해당된다.
1954년 8월 22일 오후, 서울시경찰국은 구황실사무국 비서실장 홍붕표(洪鵬杓)를 배임혐의로 구속했다. 홍붕표는 윤명섭의 청을 받아 구 황실 소유 농토 72만평을 윤명섭의 소유인 것처럼 문서를 위조하였다.

## 참고 자료
- 월간 신동아 1968년8월호, 『이왕가세습재산유서조 (李王家世襲財産由緖調)』